# Nu Aquilae
Désignations
Nu Aquilae (ν Aql / ν Aquilae) est une étoile de la constellation de l'Aigle, située près de l'équateur céleste. Sa magnitude apparente est de 4,72 et elle est donc visible à l'œil nu. L'étoile présente une parallaxe annuelle de 0,88 ± 0,09 mas telle que mesurée par le satellite Gaia, ce qui indique qu'elle est distante de 3 700 ± 400 a.l. (∼ 1 130 pc).
Nu Aquilae est une supergéante jaune de type spectral F3 Ib âgée de seulement 15 millions d'années. Cette grande étoile est 12,5 fois plus massive que le Soleil et son rayon est 104 fois supérieur au rayon solaire, ce qui est équivalent à 0,48 ua. Sa luminosité est 21 000 fois grande que celle du Soleil et sa température de surface est de 6 700 K.
Nu Aquilae possède un compagnon stellaire, désigné Nu Aquilae B. Il s'agit d'une étoile de magnitude 9,6, qui, en date de 2012, était localisée à une distance angulaire de 200,5 secondes d'arc et à un angle de position de 287° de de Nu Aquilae A. Il existe peu de données sur ce compagnon si ce n'est une classification spectrale approximative de type A1. Les deux étoiles forment une double purement optique.